# Gabriel Ricardo España
Gabriel Ricardo España y Amenábar (f. 1934) fue un periodista, escritor y político español, diputado a Cortes en la Restauración y promotor de diversas revistas.

## Biografía
Autor de numerosas obras de derecho y administración, en 1894 tradujo al castellano y anotó la obra Los Anarquistas de Cesare Lombroso, junto a Julio Campo, mismo año en que se publicó su Tratado de Derecho Administrativo Colonial.
En 1886 había fundado y dirigido en La Habana la publicación El Eco Infantil. Ya en Madrid, sería director entre 1894 y 1897 de la Revista Política-Ibero-Americana. También dirigió la Revista Política y Parlamentaria (1899) y fue fundador y propietario de Alma Española (1903), además de, más adelante, actuar como uno de los promotores del primer congreso cinematográfico desarrollado en España, que tuvo lugar en 1928 en Madrid, en un contexto de estrechamiento de lazos del cine español y el de las naciones hispanoamericanas. Fue fundador de Turismo-Hispanoamericano. A lo largo de su vida participó como colaborador en La Ilustración Española y Americana y La Ilustración Artística.
Como político obtuvo escaño de diputado a Cortes por el distrito cubano de Matanzas en las elecciones generales de 1898 y fue nombrado gobernador civil de la provincia de Orense en agosto de 1901.
Fallecido en Madrid en febrero de 1934, fue enterrado en el cementerio de la Almudena.